# Kownaty-Borowe
Kownaty-Borowe (prononciation : [kɔvˈnatɨ bɔˈrɔvɛ]) est un village polonais de la gmina d'Ojrzeń dans le powiat de Ciechanów de la voïvodie de Mazovie dans le centre-est de la Pologne.
Il se situe à environ 6 kilomètres au nord d'Ojrzeń (siège de la gmina), 9 kilomètres au sud-ouest de Ciechanów (siège du powiat) et à 74 kilomètres au nord-ouest de Varsovie (capitale de la Pologne).

## Histoire
De 1975 à 1998, le village appartenait administrativement à la voïvodie de Ciechanów.